# Правова система Бельгії
Правова система Бельгії (голландською: Belgisch recht; французькою: Droit belge) дуже схожа
на систему сусідньої Франції, адже Бельгія сприйняла французький наполеонівський кодекс.
Бельгійське право також ґрунтується на Конституції Бельгії та Європейській конвенції проправа людини.
Завдяки державним реформам в Бельгії, країна перетворюється з унітарної на федеративну
державу. Таким чином, на додаток до федерального рівня, законодавчі повноваження в
певних питаннях мають громади і регіони. Федеральне законодавство називається «закон»
(wet, loi), тоді як регіональне законодавство складається з указів (decreet, décret), за винятком
законодавства Брюссельського столичного регіону, нормативні акти якого звуться постанови (ordonnantie, ordonnance) .